# カザフスタン鉄道
カザフスタン鉄道(カザフ語: Kazakh: Қазақстан Темір Жолы (ҚТЖ) ラテン文字:Kazakhstan Temir Zholy、略称KTZ )とは、カザフスタンの国有鉄道である。

## 概要
合資会社として創立させて、カザフスタン政府で鉄道輸送を維持する事になり、アスタナに本部が存在する。上下分離されており、関連した株式会社は車両を所有し乗客輸送を管轄している。修理施設は民営化されている。

## ネットワーク

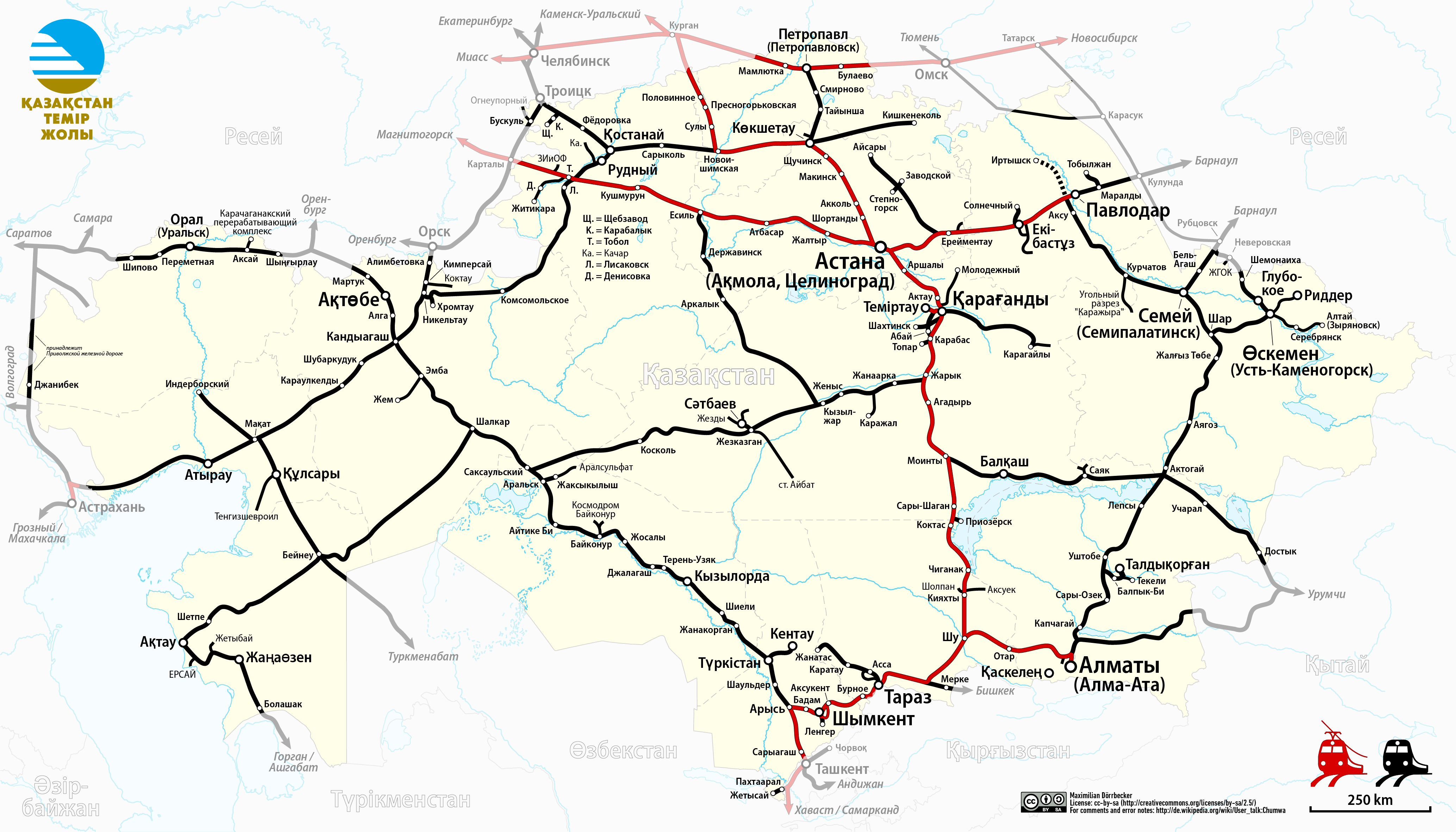
Network

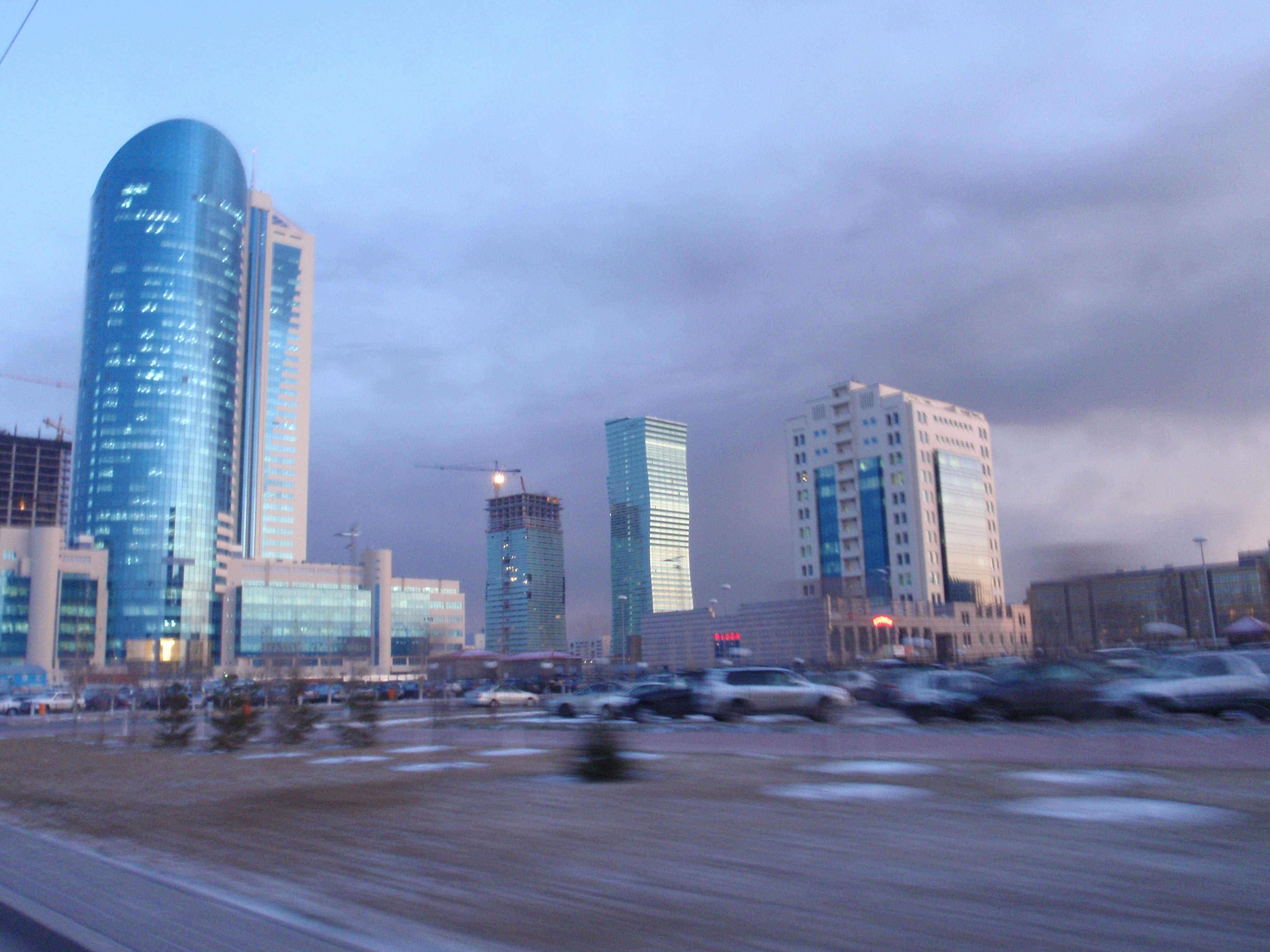
ヌルスルタンにあるカザフスタン鉄道本部（左）

現在の軌間はソビエト連邦時代に基づき、ロシアゲージの1520mm広軌。
カザフスタンのドストゥク駅（中国語：多斯特克站）と中華人民共和国の国境の阿拉山口駅では1520mmの広軌と1435mmの標準軌が単線並列で結ばれている。
日本通運の中国法人である日通国際物流(中国)が2017年9月、KTZ及びその物流子会社KTZ Expressと、東アジアと欧州・中央アジアを結ぶ輸送について業務提携覚書を結んだ。
2019年現在、カザフスタンからの中央アジア諸国向けの貨物の輸送量は増加傾向にあり、同鉄道は「カスピ海経由の輸送活性化に力を入れる」と述べており、アクタウ港とクリク港の振興、さらには外海への出口となるジョージアの黒海沿岸の港湾開発動向にも注目していることを明らかにしている。

## ユーラシア横断鉄道
ユーラシア大陸横断鉄道はCIS（旧ソビエト連邦）諸国の鉄道に乗り入れる際に、台車の交換を必要としている。
KTZは3862kmが中国・東南アジアをヨーロッパと結ぶ役割を担っている。しかし、ヨーロッパ、中国などとの軌間の違いから台車交換が必要となり、コスト上昇や遅延が発生していた。近年の計画はイランとトルクメニスタンを通過する標準軌の路線を敷設、台車交換無しで直通する事を目標としていたが、現在は既にその計画が挫折している。中国の港からヨーロッパの港まで、海上輸送で40日から65日かかっていたが、新しい標準軌の鉄道ならば7日から10日、現在の鉄道輸送の約半分の期間で輸送する事が可能となっていた。
また、東部国境のドストゥク駅からカスピ海沿岸のアクタウを結ぶ新線の建設も開始された。プロジェクトは50億～70億ドル。なお現状でも広軌在来線とアクタウと新バクー港を結ぶ鉄道連絡船経由で新ユーラシア・ランドブリッジを構成している。

## 路線
- トランス・アラル鉄道
- トルキスタン・シベリア鉄道
- トランス＝ユーラシア・ロジスティクス

## 車両
ソ連時代からの機関車、エレクトリーチカ、客車が使用され、客車はカザフスタン国旗に塗装されている。カザフスタンではスペイン製のタルゴが高速列車として走っている。中国との直通を便利にするために軌間可変車軸が検討されている。